# National Wildlife Federation
La National Wildlife Federation (NWF) est une organisation non gouvernementale (ONG) américaine de conservation de la nature fondée en 1936. Avec quatre millions de membres, il s'agit de la plus grande association environnementale des États-Unis.

## Histoire
La fondation voit le jour en 1936, sous le nom de General Wildlife Federation, à l'issue d'une conférence sur les ressources naturelles organisée par le président Franklin Delano Roosevelt à la demande du dessinateur de presse Jay Norwood Darling, lequel est élu président de la structure nouvellement créée,. Elle prend son nom actuel deux ans plus tard.
La National Wildlife Federation dispose dans les années 2010 de plus de quatre millions de membres, ce qui en fait la plus grande association environnementale des États-Unis.

## Publications
La National Wildlife Federation édite trois magazines : National Wildlife (adultes ; publié depuis 1962), Ranger Rick (7 à 12 ans ; diffusion de 400 000 exemplaires en 2012) et Ranger Rick Junior (4-7 ans),.